# Liheninaza
Liheninaza (EC 3.2.1.73, lihenaza, beta-(1->4)-D-glukan 4-glukanohidrolaza, 1,3, 1,4-beta-glukan endohidrolaza, 1,3, 1,4-beta-glukan 4-glukanohidrolaza, 1,3-1,4-beta-D-glukan 4-glukanohidrolaza) je enzim sa sistematskim imenom (1->3)-(1->4)-beta-D-glukan 4-glukanohidrolaza. Ovaj enzim katalizuje sledeću hemijsku reakciju
hidroliza (1->4)-beta-D-glukozidnih veza u beta-D-glukanima koji sadrže (1->3)- i (1->4)-veze
Ovaj enzim deluje na lihenin i beta-D-glukane.

## Literatura
- Nicholas C. Price; Lewis Stevens (1999). Fundamentals of Enzymology: The Cell and Molecular Biology of Catalytic Proteins (Third изд.). USA: Oxford University Press. ISBN 019850229X.
- Eric J. Toone (2006). Advances in Enzymology and Related Areas of Molecular Biology, Protein Evolution (Volume 75 изд.). Wiley-Interscience. ISBN 0471205036.
- Branden C; Tooze J. Introduction to Protein Structure. New York, NY: Garland Publishing. ISBN 0-8153-2305-0.
- Irwin H. Segel. Enzyme Kinetics: Behavior and Analysis of Rapid Equilibrium and Steady-State Enzyme Systems (Book 44 изд.). Wiley Classics Library. ISBN 0471303097.

## Spoljašnje veze
- Licheninase на 